# Liste des monastères chrétiens de Syrie
Cette liste est sans doute incomplète et peut-être mal ordonnée. Votre aide est la bienvenue !
La liste des monastères de Syrie présente, dans un tableau, les monastères situés en Syrie.
| Monastère                           | Culte                           | Image |
| ----------------------------------- | ------------------------------- | ----- |
| Monastère des Chérubins             | Patriarcat orthodoxe d'Antioche |       |
| Monastère Mor Ephrem                | Église syriaque orthodoxe       |       |
| Monastère Morth Maryam              | Église syriaque orthodoxe       |       |
| Monastère Notre-Dame de Seidnaya    | Patriarcat orthodoxe d'Antioche |       |
| Monastère Saint-Georges             | Église orthodoxe d'Antioche     |       |
| Monastère de Saint-Moïse-l'Abyssin  | Église catholique syriaque      |       |
| Monastère Saint-Serge de Maaloula   | Catholicisme                    |       |
| Monastère Sainte-Thècle de Maaloula | Patriarcat orthodoxe d'Antioche |       |